# George Heriot's School
La George Heriot's School è una scuola primaria e secondaria indipendente a Lauriston Place nel centro storico di Edimburgo, in Scozia, con circa 1600 studenti, 155 insegnanti e 80 personale non docente. Fu creata nel 1628 come George Heriot's Hospital, ereditato dall'argentiere reale George Heriot, e aperta nel 1659. La scuola è suddivisa in quattro casate: Castle, Greyfriars, Lauriston e Raeburn.

## Architettura
L'istituto sorge intorno a un grande quadrilatero, con costruzione in arenaria. L'edificio principale della scuola è di stile rinascimentale, opera di William Wallace, fino alla sua morte nel 1631. I successori furono William Athun e John Mylne. Nel 1676 Sir William Bruce progettò la torre centrale sulla facciata nord, che fu finalmente completata nel 1693. L'edificio principale è il primo grande edificio costruito fuori dalle mura di Edimburgo.